# Samsung Galaxy А60
Samsung Galaxy A60 и Samsung Galaxy M40 — это Android-фаблеты, производимые Samsung Electronics в составе линейки Galaxy A пятого поколения и линейки Galaxy M первого поколения. Телефоны оснащены Android 9 (Pie) с фирменной оболочкой Samsung One UI, 64 или 128 ГБ встроенной памяти и батареей емкостью 3500 мАч. A60 продается для Китая, а M40 — для Индии и других стран. A60 и M40 идентичны, за исключением цветов, цены, оперативной памяти и диапазонов LTE. A60 был представлен 17 апреля 2019 года, а M40 был представлен 11 июня 2019 года.

## Технические характеристики

### Аппаратное обеспечение
Samsung Galaxy A60 и M40 имеют 6,3-дюймовый дисплей FHD+ (1080×2340) PLS-TFT Infinity-O с круглым вырезом для фронтальной камеры, аналогичный Galaxy S10. Телефоны имеют версии с 4 ГБ и 6 ГБ ОЗУ (6 ГБ только для A60) и имеют 64 ГБ или 128 ГБ встроенной памяти, которую можно расширить до 512 ГБ через слот для карт памяти microSD. Телефоны имеют размеры 155,3 × 73,9 × 7,9 мм (6,11 × 2,91 × 0,31 дюйма) и вес 168 г, оснащены аккумулятором емкостью 3500 мАч.
Телефоны также имеют слот для двух SIM-карт и поддерживают зарядку мощностью 15 Вт с использованием Qualcomm Quick Charge 2.0 через USB-C.

### Камера
Телефоны оснащены тройной камерой, состоящей из 32-мегапиксельного широкоугольного объектива f / 1,7, 8-мегапиксельного сверхширокоугольного объектива f / 2,2 и 5-мегапиксельного 3D-датчика глубины.
Камера с тремя объективами может создавать эффект боке с помощью 3D-датчика глубины. Есть 16-мегапиксельная селфи-камера с апертурой f/2.0. Камера также оснащена технологией оптимизации сцен Samsung, которая распознает 20 различных сцен и автоматически настраивает камеру.
Телефоны также могут записывать видео 4K через приложение камеры.

### Программное обеспечение
Samsung Galaxy A60 и M40 работают на Android Pie с оболочкой Samsung One UI, которая перемещает сенсорную область в стандартных приложениях Samsung вниз, что упрощает работу с интерфейсом одной рукой на большом экране. Функции включают Bixby, Google Assistant, Samsung Health и Samsung Pay, хотя кнопка Bixby не включена.

## Прием
Galaxy A60 и Galaxy M40 получили неоднозначные отзывы. SamMobile похвалил дизайн, производительность и время автономной работы, но посетовал на отсутствие 3,5-мм разъема для наушников и использование обычной ЖК-панели, а не AMOLED, критикуя цену, заключив, что M40 «это телефон, который на самом деле не должен существовать, как более дорогая альтернатива A50. Он также отметил, что запись видео была сильной стороной наряду со сверхширокоугольным объективом, но камеры боролись при слабом освещении. Программное обеспечение также подвергалось критике за отсутствие уникальных функций. GSMArena поставила обоим 3,3/5 имея схожие жалобы на камеру и дисплей.